# Jason Dolley
Jason Scott Dolley (sinh ngày 5 tháng 7 năm 1991 tại Los Angeles, California) là một diễn viên và nhạc sĩ người Mỹ, nổi tiếng với các vai diễn khác tại Disney Channel.Jason Dolley đã được sinh ra ở Los Angeles, California. [3] Dolley đã có kinh nghiệm giai đoạn đầu tiên của mình tại 11 khi anh và một trong những anh em của mình thực hiện các Abbott và Costello "Ai là ngày đầu tiên" thường xuyên trong một chương trình tài năng của trường. [4] đầu tiên của anh công việc diễn xuất thực sự đến cùng năm đó. [4] anh đã giành được vai chính trong giải thưởng phim ngắn mang tên Chasing Daylight. Sau đó anh đã được cast của đạo diễn Mel Gibson là TJ 13 tuổi Savage trên ABC loạt Hoàn thành Savages. Sau khi hoàn thành Savages đã bị hủy bỏ, anh đóng vai chính trong bộ phim Saving Shiloh như Marty Preston, trong Disney Channel Original Movie đọc Nó và Weep như Connor Kennedy và trong bộ phim The Air I Breathe như là hình thức trẻ của nhân vật có tên Pleasure (người lớn phiên bản mà đã được đóng bởi Brendan Fraser).
Trong năm 2006, Dolley xuất hiện trong thương mại của Duracell "Trusted ở mọi nơi" Chiến dịch "Amazon". [5] Dolley là một phần của đội bóng vàng trong ấn bản thứ hai của Disney Channel Games, phát sóng vào giữa năm 2007. Từ năm 2007 đến năm 2008, Dolley đóng vai chính trong Disney Channel Cory trong nhà. Năm 2008, anh xuất hiện trong bộ phim Minutemen như Virgil Fox và là trong phiên bản thứ ba của Disney Channel Games trên Green Team. Dolley cũng khách mời là hoàng tử trong Movers tưởng tượng. Trong năm 2009, Jason đóng vai chính trong bộ phim Disney Hatching Pete như Pete Ivey. Trong năm 2010, Dolley bắt đầu xuất hiện trong thứ hai của Disney Channel Original Dòng của mình, Good Luck Charlie như PJ Duncan [6]. 
Khi được hỏi về vai diễn trong bộ phim sitcom gia đình Disney Channel Original Series mới,Good Luck Charlie, anh trả lời, "Tôi thích tính thực của nó. Tôi thích những giai điệu đích thực hơn. Tôi thích bộ phim sitcom gia đình. Đó là một cái gì đó khác nhau cho Disney, mà cũng kêu gọi cho tôi ". [7] anh cũng cho biết trong một cuộc phỏng vấn khác nhau," Khi tôi đọc kịch bản, tôi đã như "Ồ, đây là loại mát mẻ. Đây là một chút khác nhau. Nó có một nhà hoàn toàn loại cảm thấy. nó rất thân thiện với gia đình. gia đình có thể ngồi xuống và xem này và nhận được một nụ cười thực sự. tôi nghĩ đó là những gì đang được mát mẻ về nó từ khi bắt đầu và những gì ngày nay vẫn còn mát mẻ về nó. "[8] 
Dolley và dàn diễn viên xuất hiện được trong một truyện dài Giáng sinh Disney Channel Original Movie dựa trên loạt tiêu đề Good Luck Charlie, Đó là Giáng sinh!, Được phát sóng vào ngày 02 Tháng 12 2011. anh cũng lồng tiếng cho nhân vật Rumble trong bộ phim hoạt hình của Disney Channel Pixie Hollow Games, cũng ngôi sao Brenda Song, Tiffany Thornton, và Zendaya

## Các phim tham gia
| Phim       | Phim                               | Phim                         |
| Năm        | Tên phim                           | Vai trò                      |
| ---------- | ---------------------------------- | ---------------------------- |
| 2004       | Chasing Daylight                   | Dylan Fox                    |
| 2006       | Saving Shiloh                      | Marty Preston                |
| 2006       | Read It and Weep                   | Connor Kennedy               |
| 2007       | The Air I Breathe                  | Young Pleasure               |
| 2008       | Minutemen                          | Virgil Fox                   |
| 2009       | Hatching Pete                      | Pete Ivey                    |
| 2011       | Good Luck Charlie, It's Christmas! | P.J. Duncan                  |
| 2011       | Pixie Hollow Games                 | Rumble (lồng tiếng)          |
| TBA        | Captain Underpants                 | Harold Hutchins (lồng tiếng) |
| 2014       | Helicopter Mom                     | Lloyd Cooper                 |
| Television |                                    |                              |
| Năm        | Tên phim                           | Vai trò                      |
| 2004–2005  | Complete Savages                   | T.J. Savage                  |
| 2006       | Enemies                            | Young Mickey Holloway        |
| 2007–2008  | Cory in the House                  | Newton "Newt" Livingston     |
| 2008       | The Replacements                   | Skip Tripper                 |
| 2009       | Imagination Movers                 | Prince                       |
| 2010–2014  | Good Luck Charlie                  | P.J. Duncan                  |